# Colombia durante la Segunda Guerra Mundial
La participación de la República de Colombia en la Segunda Guerra Mundial se desarrolló de manera activa luego de afectar la economía nacional.
El país comenzó formalmente su participación en la guerra creando un «estado de beligerancia», luego de ataques por parte de la Armada de la Alemania Nazi quienes minaron con submarinos zonas cercanas al Canal de Panamá.

## Participación en la Segunda Guerra Mundial
Tras el ataque a Pearl Harbor, Colombia, inicialmente neutral, entraría directamente a la guerra mundial al romper relaciones con todas las Potencias del Eje, integradas por Alemania, el Imperio del Japón y el Reino de Italia el 18 de diciembre de 1941. Colombia había mantenido desde mucho antes de la guerra, buenas relaciones con Estados Unidos, lo que llevaría a un apoyo bilateral entre ambas naciones. El gobierno de Eduardo Santos (1928-1942), le permitió a Estados Unidos adelantar operaciones en el país a cambio de ayuda militar.
El 27 de noviembre de 1943, el segundo gobierno de Alfonso López Pumarejo (1942-1945), Colombia declaró el «estado de beligerancia», contra Alemania, luego de que la Kriegsmarine produjera en el Mar Caribe el hundimiento de tres buques colombianos: la goleta Resolute el 23 de junio de 1942, a 35 millas de la isla de San Andrés (Colombia), causando la muerte de 6 personas entre ellas, un niño; la goleta Roamar el 22 de julio de 1942, causando la muerte de la totalidad de los ocupantes de la embarcación; y la goleta Ruby el 17 de noviembre de 1943, en la cual murieron cuatro personas y resultaron heridas otras siete, a 50 millas al noroeste de la isla de San Andrés (Colombia). La declaración de estado de beligerancia por parte del gobierno colombiano, permitió a Estados Unidos no preocuparse tanto por la seguridad del Canal de Panamá.
Además un año antes, Colombia había expulsado los ciudadanos de las naciones del Eje, por el Río Magdalena y otras zonas costeras del país.

## El ARC Caldas y el U-154 alemán
La noche del 29 de marzo de 1944, el ARC Caldas, un Destructor dirigida por el capitán de corbeta Aureliano Castro, se dirigía de Colón (Panamá) a Cartagena. En el trayecto, el ARC Caldas sostuvo un enfrentamiento bélico con un submarino alemán U-154, al mando del teniente de fragata Kush. El parte inicial dado por el Caldas y transmitido por el director general de la Marina, Teniente Coronel Hernando Mora Angueyra, al Ministro de Guerra, General Domingo Espinel, fue de hundimiento del submarino. Dicho hecho generó alegría en el país, debido a la indignación que había producido el hundimiento de tres goletas por parte de submarinos alemanes. Sin embargo, tras posteriores investigaciones se concluyó que si bien el ARC Caldas efectivamente atacó al mencionado submarino, este, en un procedimiento rutinario, procedió a soltar aceite y basura, con el fin de engañar al enemigo y alejarse de la zona. Dicho submarino alemán finalmente sería hundido ese mismo año, por navíos estadounidenses.

## Las concentraciones en Colombia

### Los campos alemanes
El decreto 2643 de 1943 prohíbe el uso público de la lengua alemana en Colombia y hace que cerca de 150 alemanes, italianos y japoneses sean concentrados en el Hotel Sabaneta de Fusagasugá (Cundinamarca), y otros 10 en una casa en Cachipay. Las condiciones del encierro eran generalmente buenas, los detenidos no debían trabajar e incluso tenían piscina, gimnasio y un bar para tomar cerveza. Según versiones de algunos de los judíos que vivían en Colombia "los alemanes disfrutaban de mayor comodidad que las víctimas del nazismo".

### Las colonias japonesas
Tras el ataque de Pearl Harbor, el Gobierno de Colombia manifestó aparentemente un fuerte apoyo a los Estados Unidos expresando su oposición hacia el Eje. La confiscación de propiedades de italianos, japoneses y alemanes fue, entre otras, una de las primeras medidas que se tomaron en este sentido. Posteriormente, esos ciudadanos fueron internados en un campo de concentración situado en Fusagasugá (Cundinamarca). La expulsión de los representantes japoneses en Colombia determinó que España representara los intereses japoneses en ese país americano durante la Segunda Guerra Mundial. Los japoneses para 1940 estaban prósperamente establecidos en Colombia y aunque la relación con los nativos no era muy común en lo personal, si era fluida económicamente. Entre los drásticos cambios sufridos por la comunidad japonesa en Colombia, se destaca la actuación de la Embajada española en protección de los intereses de aquella nacionalidad.

### El supuesto paso de Adolf Hitler por Colombia

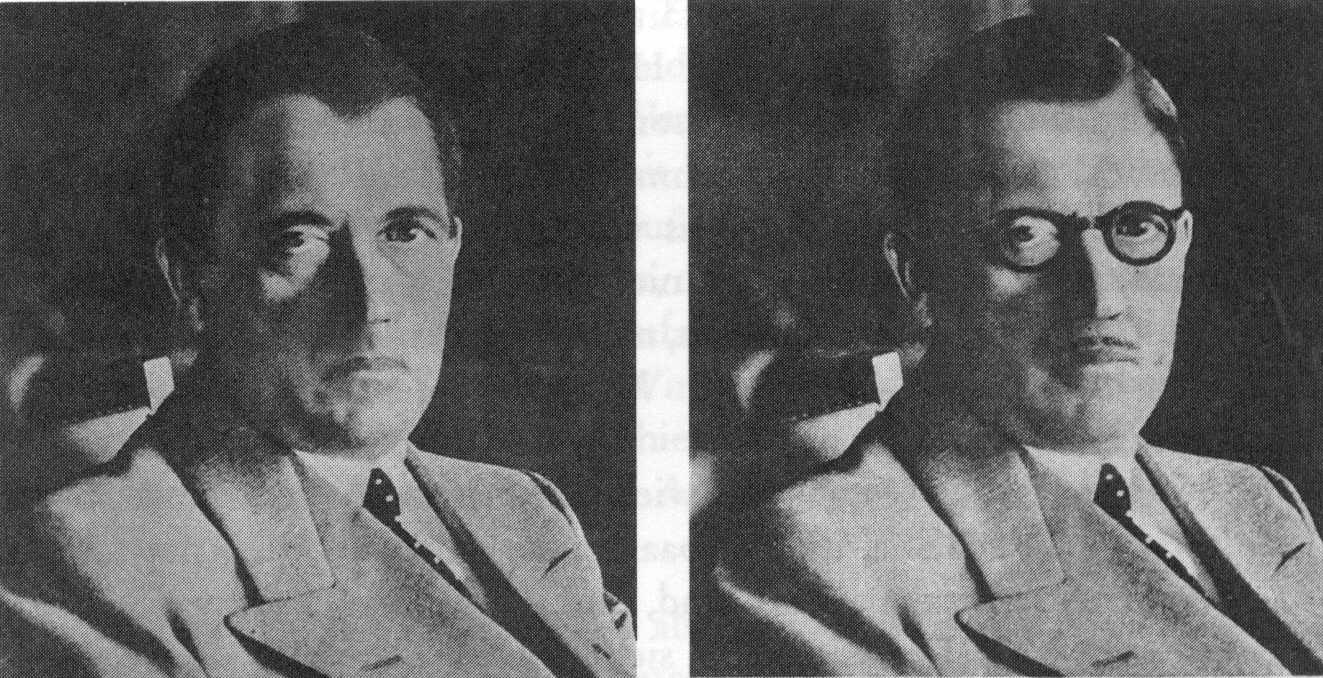
Se cree que de esta manera se pudo haber visto físicamente Adolf Hitler durante su paso por Colombia.

Una reconocida revista estadounidense de la época, llamada The National Police Gazette, dio a conocer en 1953 dos artículos: «Hay documentos de que Hitler huyó a Colombia», escrito por el periodista George McGarth, que se basó en dos partes, uno publicado en 1953 y otro 15 años después en 1968. En estos dos artículos se afirmaba el paso del dictador alemán, Adolf Hitler, con muchos de sus hombres más importantes, en Bogotá. El reporte del británico, George McGarth, dijo a través de su escrito, que Hitler ya había anticipado la caída del Tercer Reich al ver la invasión de tropas soviéticas en Alemania, lo que lo llevó a huir el 29 de abril de 1945 a medianoche desde Berlín hacia una base oculta ubicada en Noruega.
El 2 de mayo comenzaría la travesía de Hitler, quien zarpó en una flota de submarinos hacia territorio colombiano, luego de dejar a Europa en la peor crisis. El periodista McGarth, afirmó en su escrito haber visto unas copias fotostáticas de las declaraciones rendidas por testigos. Según el autor, un vulgar sobre de color carmelita sobre el cual se halla escrito: «Despacho No. 418’. Inclusos números 1, 2 y 3. Fecha, 2 de julio, 1948», contenía las versiones de los supuestos cómplices del escape.
Al llegar a Colombia, el periodista McGarth publicó que "El Señor X", como llamó al fanático nazi que acompañó al Führer, dijo lo siguiente: 

Hitler arribó en el submarino 1048 a Bahía Honda, sobre la costa colombiana de La Guajira, en las primeras horas de la mañana del 10 de julio de 1945. Vino acompañado por seis hombres: dos técnicos en radio e instrumentos de precisión, dos tenientes coroneles, el uno de infantería y el otro de artillería, un mayor de Luftwaffe y un experto en submarinos

Según el mismo testimonio del hombre, Hitler y sus acompañantes estaban vestidos de civiles, e incluso utilizaron vestimenta que habitualmente utilizaba cualquier ciudadano colombiano. También traían con ellos una suma de 3 millones de dólares. Al mismo tiempo dijo: «Después de desembarcar en la amplia y bella bahía, fueron recibidos por dos agentes coordinadores y cuatro indígenas fuertes, estos últimos, encargados de llevar su equipaje.»
Fue además un informante colombiano, nombrado "E.I.S." por McGareth, quien fue uno de los principales partícipes de la llegada de Adolf Hitler al país, puesto que con anterioridad, se había comunicado con un agente alemán que le había pedido un lugar seguro en Sudamérica, para llevar a Hitler y sus principales allegados en caso de perder la guerra. Según el periodista, el hombre colombiano, era una persona acomodada, que además había estudiado en Europa, y conoció a Hitler durante los Juegos Olímpicos de Berlín 1936, gracias al contacto de un viejo alumno con el ministro de Guerra alemán. "E.I.S." logró tener una entrevista con el dictador, a quien admiraba por su personalidad. El seguidor colombiano no dudó ni un segundo en sugerir a Colombia como el lugar más seguro, diciendo lo siguiente:

Yo entonces recomendé a Colombia, mi patria, como el lugar más adecuado. Sus inmensos territorios casi deshabitados constituían un refugio seguro.

“E.I.S.” narró que el dictador vivió de incógnito en tres fincas de la sabana de Bogotá. Durante su paso por la capital colombiana dijo que Hitler, «recibía todos los periódicos, y el New York Times le era traducido diariamente. Tenía tres emisoras clandestinas en camionetas y permanecía en comunicación constante con sus agentes.» Con una retirada perfecta, el 18 de abril, "E.I.S." encontró desierta la finca donde se ocultaba a Hitler. El laboratorio, todos los equipos y objetos personales habían desaparecido.
El especial El escape de Hitler, del canal The History Channel en el año 2011 también le dio veracidad al tema que por mucho tiempo ha sido cuestionado.
De acuerdo con Abel Abasti, autor del libro Tras los pasos de Hitler, en el cual menciona una de sus investigaciones, que Adolf Hitler en 1954 visitó e hizo una reunión secreta en Tunja en 1954, lo que se presumió que el general Gustavo Rojas Pinilla pudo estar al tanto de la situación. Tal información procede de una supuesta información clasificada de la Agencia Central de Inteligencia (CIA).

## Consecuencias

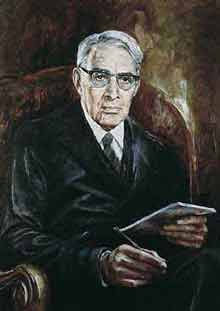
Óleo de Eduardo Santos, presidente de Colombia durante los años 1938 y 1942.

Las consecuencias luego de la Segunda Guerra Mundial en Colombia, fueron regularmente positivas, y no negativas como pasó en gran parte de los países. Aunque la guerra desencadenó gravísimas consecuencias económicas, políticas y sociales, también repercutió positivamente en el campo científico, e igualmente atrajo inmigración proveniente de Europa que a su vez aportarían al empleo a nivel nacional.
- Económicas: 'La Revolución en Marcha' fue el nombre del plan del primer gobierno de Alfonso López Pumarejo (1934-1938). Este gobierno se caracterizó por la cantidad de reformas que realizó en los sectores agrario, tributario y educativo. Así mismo, el gobierno de Eduardo Santos (1938-1942), desarrolló una política de protección a la industria nacional como medida económica para resistir los efectos provocados por la Segunda Guerra Mundial. El segundo gobierno de López, 1942-1945, afrontó la baja del precio del café, el desequilibrio presupuestal y las alzas en los precios de las importaciones como consecuencia de los efectos económicos de la Guerra.[16]
- Creación de la Fuerza Aérea Colombiana: En 1942 se determinó la separación de la aviación militar nacional y la civil, pasando a ser primero la Fuerza Aérea Nacional y posteriormente en 1944 con la Ley 102 del 31 de diciembre de 1944 se crea definitivamente la Fuerza Aérea Colombiana.[17]
- Creación de la Flota Mercante Grancolombiana: Creada junto a Ecuador y Venezuela en 1946.[18]